# Elizabeth Burgoyne Corbett
Elizabeth Burgoyne Corbett (1846–1930), también conocida como George Corbett, fue una escritora feminista inglesa. Su novela más famosa es New Amazonia: A Foretaste of the Future (Nueva Amazonia: un futuro anticipado), 1889. Muchas de sus novelas fueron publicadas por entregas en revistas y no en formato de libro. 
Su novela When the Sea Gives Up its Dead ("Cuando el mar suelta su muerto"), 1894, presenta una de las primeras detectivas de la ficción contemporánea: Annie Cory.

## Novelas
- The Missing Note (1881)
- Cassandra (1884)
- Pharisees Unveiled: The Adventures of an Amateur Detective (1889)
- New Amazonia: A Foretaste of the Future (1889)
- A Young Stowaway (1893)
- Mrs. Grundy’s Victims (1893)
- When the Sea Gives Up Its Dead (1894)
- Deb O’Mally’s (1895)
- Little Miss Robinson Crusoe (1898)
- The Marriage Market (1903)
- The Adventures of Princess Daintipet (1905)

## Otras obras
- Adventures of a Lady Detective (relatos breves; 1890)
- Secrets of a Private Enquiry Office (relatos breves; 1891)